# Carl August Kronlund
Carl August Verner Kronlund (Skövde, 25 agosto 1865 – Stoccolma, 15 agosto 1937) è stato un giocatore di curling svedese.

## Biografia
Partecipò all'età di 58 anni ai I Giochi olimpici invernali edizione disputata a Chamonix (Francia) nel 1924, riuscendo a vincere una medaglia d'argento nella Svezia I con i connazionali Ture Ödlund, Victor Wetterström e Johan Petter Åhlén.
Nell'edizione l'oro andò ai britannici e il bronzo alla Francia.